# Dopamin
Dopamine (rút gọn của 3,4-dihydroxyphenethylamine) là một hóa chất hữu cơ thuộc họ catecholamine và phenethylamine. Nó có chức năng vừa là hoóc môn vừa là chất dẫn truyền thần kinh, đồng thời đóng một số vai trò quan trọng trong não và cơ thể. Nó là một amin được tổng hợp bằng cách loại bỏ một nhóm carboxyl khỏi một phân tử của hóa chất tiền thân L-DOPA, được tổng hợp trong não và thận. Dopamine cũng được tổng hợp trong thực vật và hầu hết động vật. Trong não, dopamine hoạt động như một chất dẫn truyền thần kinh - một chất hóa học do nơron (tế bào thần kinh) giải phóng để gửi tín hiệu đến các tế bào thần kinh khác. Bộ não bao gồm một số đường dẫn truyền dopamine khác biệt, một trong số đó đóng vai trò chính trong thành phần thúc đẩy của hành vi thúc đẩy khen thưởng. Việc tham gia vào hầu hết các loại phần thưởng làm tăng mức độ dopamine trong não, và nhiều loại thuốc gây nghiện làm tăng giải phóng dopamine hoặc ngăn chặn sự tái hấp thu của nó vào tế bào thần kinh sau khi tiết ra. Các đường dẫn truyền dopamine trong não khác có liên quan đến kiểm soát vận động và kiểm soát sự giải phóng các hormone khác nhau. Những đường dẫn truyền và các nhóm tế bào tạo thành một hệ thống dopamine là chất điều hòa thần kinh.
Trong văn hóa và truyền thông đại chúng, dopamine thường được xem là hóa chất chính của hạnh phúc, nhưng ý kiến hiện nay trong dược học là dopamine thay vào đó làm tăng động lực đạt tới kết quả  Nói cách khác, dopamine báo hiệu sự nổi bật động lực nhận thức (ví dụ, mức độ khao khát hoặc sự ác cảm) của một kết quả, do đó thúc đẩy hành vi của sinh vật hướng đến hoặc né tránh việc đạt được kết quả đó.
Bên ngoài hệ thống thần kinh trung ương, dopamine hoạt động chủ yếu như một sứ giả paracrine địa phương. Trong các mạch máu, nó ức chế giải phóng norepinephrine và hoạt động như một thuốc giãn mạch (ở nồng độ bình thường); ở thận, nó làm tăng bài tiết natri và lượng nước tiểu; trong tuyến tụy, nó làm giảm sản xuất insulin; trong hệ thống tiêu hóa, nó làm giảm nhu động đường tiêu hóa và bảo vệ niêm mạc ruột; và trong hệ thống miễn dịch, nó làm giảm hoạt động của tế bào lympho. Ngoại trừ các mạch máu, dopamine trong mỗi hệ thống ngoại vi này được tổng hợp cục bộ và phát huy tác dụng của nó gần các tế bào giải phóng nó.
Một số bệnh quan trọng của hệ thần kinh có liên quan đến rối loạn chức năng của hệ thống dopamine và một số loại thuốc chính được sử dụng để điều trị chúng hoạt động bằng cách thay đổi tác dụng của dopamine. Bệnh Parkinson, một tình trạng thoái hóa gây ra run và suy giảm vận động, là do mất các tế bào thần kinh tiết ra dopamine trong một khu vực của não giữa được gọi là substantia nigra. Tiền chất trao đổi chất của nó L-DOPA có thể được sản xuất; Levodopa, một dạng L-DOPA thuần túy, là phương pháp điều trị được sử dụng rộng rãi nhất cho bệnh Parkinson. Có bằng chứng cho thấy bệnh tâm thần phân liệt liên quan đến thay đổi mức độ hoạt động của dopamine và hầu hết các thuốc chống loạn thần được sử dụng để điều trị này là thuốc đối kháng dopamine làm giảm hoạt động của dopamine. Thuốc đối kháng dopamine tương tự cũng là một số thuốc chống buồn nôn hiệu quả nhất. Hội chứng chân bồn chồn và rối loạn tăng động giảm chú ý (ADHD) có liên quan đến giảm hoạt động của dopamine. Chất kích thích kháng dopamine có thể gây nghiện ở liều cao, nhưng một số được sử dụng ở liều thấp hơn để điều trị ADHD. Dopamine có sẵn như là một loại thuốc sản xuất để tiêm tĩnh mạch: mặc dù nó không thể đến não từ máu, nhưng tác dụng ngoại biên của nó giúp ích trong điều trị suy tim hoặc sốc, đặc biệt là ở trẻ sơ sinh.